# 海老名市立門沢橋小学校
海老名市立門沢橋小学校（えびなしりつ かどさわばししょうがっこう）は、神奈川県海老名市門沢橋一丁目にある市立小学校。

## 沿革
出典
- 1973年 4月 - 開校
- 1974年
  - 9月 - 新校舎に移転
  - 10月 - 校旗・校歌発表
- 1975年 10月 - 開校記念日制定
- 1977年 7月 - プール完成
- 1990年 9月 - PC教室完成
- 2012年 4月 - プール解体

## 教育方針
出典
自分で考え 自分で判断し 行動できる子
1. 正しく分かる喜び学力の定着
2. 豊かに優しい心ルールを守る
3. たくましくがまん強さ元気な身体
4. 誇らしく自分のよさ発見感謝の気持ち

## 通学区域
出典
- 海老名市
  - 門沢橋（全域）
  - 中野（全域）

## 進学中学校
出典
- 海老名市
  - 海老名市立有馬中学校

## 交通
出典
JR相模線 門沢橋駅より徒歩7分

## 周辺施設
- 門沢橋駅
- 海老名市立有馬図書館
- 神奈川県立有馬高等学校